# Macrovalva quadrielevata
Macrovalva quadrielevata är en fjärilsart som beskrevs av Boris Ivan Balinsky 1994. Macrovalva quadrielevata ingår i släktet Macrovalva och familjen mott. Inga underarter finns listade i Catalogue of Life.